# Зик и Лутър
Зик и Лутър е американски сериал на Disney XD. Разказва се за двама най-добри приятели, петнадесетгодишните Зик и Лутър, решени да станат скейтбордисти. Техният идол е Тони Хоук. Зик е роден водач и е „мозъкът“ на цялата работа. В много отношения той е нормално хлапе, има разхвърляна стая и би могъл да изкарва по-добри оценки, но щом стане дума за скейтбордистките им стремежи, Зик става майстор в ръководенето на екипа. Единственото нещо, което би могло да го отклони от тренировките му, е привличането, което изпитва към новата си съседка от Англия – Оливия. Лутър има мило сърце, чувтвителен е и лесно се разсейва. Той винаги чака най-добрия му приятел Зик да ги измъкне, когато двамата сгазят лука. Приятелството им винаги устоява на трудностите.

## Излъчване
| Сезон | Сезон | Епизоди | Начало на сезона | Край на сезона  |
| ----- | ----- | ------- | ---------------- | --------------- |
|       | 1     | 21      | 15 юни 2009      | 1 февруари 2010 |
|       | 2     | 26      | 15 март 2010     | 6 декември 2010 |
|       | 3     | 26      | 28 февруари 2011 | 2 април 2012    |

## Герои

### Главни герои
- Езекил Фалкън „Зик“ – Опитен скейтър. Най-добър приятел с Лутър. Харесва новата си съседка Оливия, дошла от Англия, за да се снима в реклами. Търси изяви в сферата на скейтбординга. Негов идол е Тони Хоук (велик скейтбордист). Носи винаги зад ухото си пуешко.
- Лутър Джеръм Уафълс – Най-добрият приятел на Зик. Мисли сестрата на Зик за киборг. Голям фен на Тони Хоук.
- Корнилиъс Джонсуърт „Коджо“ – Скейтър. Коджо се съревновава често със Зик и Лутър кой е по-добър скейтър. Обича пуешко и непрекъснато се опитва да се добере до пуешкото на Зик. Известен е с репликата си "Пукни се/Гледайте".
- Джинджър Фалкън – Сестра на Зик. Непрекъснато прави номера на брат си.

### Второстепени герои
- Осуалд Кепхарт „Ози“ – Неопитен скейтър. Събира информация за видове гъсеници.
- Доналд Доналдсън „Дон“ — Продавач на понички. Той често играе важна роля в развитието на нещата в епизодите.
- Нана Уафълс — Бабата на Лутър. Живее заедно със съпруга си Карл, който Лутър не харесва.
- Лиса Груднър — Момиче от квартала, лидер на момичешка еко-група. Лиса харесва Зик. Тя, също като Джинджър, свири на флейта.
- Полицай Дингъл — Полицай от града.
- Реджинал Джонсън „Гащеризона“ – Астронавт. Мрази Зик и Лутър, защото правят пакости.
- Дейл Дейвс — Телевизионен репортер.
- Моника Лопез — Мажоретка на училищния отбор. Гадже на Коджо.
- Пучи МакГрудър – Най-добрата приятелка на Джинджър.
- Оливия Мастерсън — Момиче дошло от Англия да се снима в реклами. Съседка на Зик, която го харесва.
- Гарет Делфино „Смърдящ Гипс“ – Момче от квартала, оператор. Наричат го Смърдящия Гипс зааради гипса пълен с мравки. Харесва Джинджър, но тя не го харесва.
- Кърби Чедър – Обикновено момче от града. Свири на тромпет.
- Чарли и Дойс Плънк — Гаднярите в града, които са синове на бръснар. Обичат да правят ужасни прически. В повечето епизоди всички се боят от тях, но в един епизод Зик и Лутър с още двама приятели ги преследват, за да си върнат перуката на бабата на Лутър.
- Рой Уафълс — По-малкият брат на Лутър. Стои в стаята си и играе на видеоигри.

## В България
В България сериалът започва излъчване на 7 ноември 2009 г. по Disney Channel. На 19 март 2011 г. започва втори сезон и завършва на 21 декември. Дублажът е на студио Доли, а в първи сезон е на студио Медиа Линк. В първи сезон ролите се озвучават от Ася Братанова, Александър Воронов, Камен Асенов и Владимир Колев.